# Von Courbet bis Cézanne – Französische Malerei 1848–1886
Unter dem Titel Von Courbet bis Cézanne – Französische Malerei 1848–1886 fand im Rahmen eines deutsch-französischen Kulturabkommens vom 10. Dezember 1982 bis 20. Februar 1983 in der Berliner Nationalgalerie eine der bedeutendsten Ausstellungen französischer Malerei des 19. Jahrhunderts in der DDR statt. Organisiert wurde sie durch die Association Française d’Action Artistique, dem Ministerium für auswärtige Beziehungen der Französischen Republik, der französischen Botschaft sowie dem Ministerium für Auswärtige Angelegenheiten und dem Ministerium für Kultur der DDR. Leihgeber waren 32 französische Institutionen, die insgesamt 87 Bilder (83 Katalognummern) zur Verfügung stellten.

## Die Ausstellung
Ziel der von Anne Distel und Geneviève Lacambre konzipierten Ausstellung war ein repräsentativer Überblick über die unterschiedlichen Strömungen der französischen Kunst im angegebenen Zeitraum, in deren Zentrum der Realismus, der Naturalismus und der Impressionismus standen. Daneben wurden weitere Beispiele der von offizieller Seite gewürdigten Kunstrichtungen sowie der Vorläufer Jean-Auguste-Dominique Ingres und Eugène Delacroix gezeigt.

## Leihgeber
Besançon: Musée des Beaux-Arts • Béziers: Musée des Beaux-Arts • Bordeaux: Musée des Beaux-Arts • Bourg-en-Bresse: Musée de l’Ain • Brest: Musée municipal, Caen: Musée des Beaux-Arts • Clermont-Ferrand: Musée Bargoin • Compiègne: Musée national du château • Cuisery: Rathaus • Douai: Musée de la Chartreuse • Le Havre: Musée des Beaux Arts André Malraux • Nantes: Musée des Beaux-Arts • Nizza Musée des Beaux-Arts Jules Chéret • Orléans: Musée des Beaux-Arts • Paris: Musée Hebert; Musée national J.-J. Henner; Musée du Jeu de Paume; Musée nationaux; Collection Walter-Guillaume; Musée national du Louvre; Musée Gustave Moreaux; Musée d’Orsay; Musée du Petit-Palais • Pau: Musée des Beaux-Arts • Reims: Musée Saint-Denis • Rouen: Musée des Beaux-Arts • Saint-Étienne: Musée d’Art et d’Industrie • Senlis: Musée municipal • Toulouse Musée des Augustins • Verdun: Musée de la Princerie • Versailles: Musée national du château

## Ausgestellte Künstler
Die in Klammern gesetzte Zahl hinter den einzelnen Künstlernamen gibt die Anzahl der jeweils ausgestellten Werke wieder
Eugène Emmanuel Amaury-Duval (1) • Jean-Pierre Alexandre Antigna (1) • Jules Bastien-Lepage (1) • Paul Baudry (1) • Frédéric Bazille (2) • Léon Bonnat (1) • François Bonvin (1) • Eugène Boudin (1) • William Adolphe Bouguereau (1) • Jules Breton (1) • Alexandre Cabanel (1) • Gustave Caillebotte (1) • Carolus-Duran (1) • Jean-Charles Cazin (1) • Paul Cézanne (5) • Théodore Chassériau (2) • Jean-Baptiste Camille Corot (3) • Gustave Courbet (3) • Charles-François Daubigny (1) • Edgar Degas (2) • Alfred Dehodencq (2) • Eugène Delacroix (1) • Jules-Élie Delaunay (1) • Gustave Doré (1) • Henri Fantin-Latour (1) • Paul Gauguin (1) • Jean-Léon Gérôme (1) • Charles Giraud (1) • Eva Gonzalès (1) • Paul Guigou (1) • Ernest Hébert (1) • Jean Jacques Henner (1) • Jean-Auguste-Dominique Ingres (1) • Philippe-Auguste Jeanron (1) • Johan Barthold Jongkind (1) • Jean-Paul Laurens (1) • Alphonse Legros (1) • Adolphe Leleux (1) • Hector Leroux (1) • Édouard Manet (2) • Jean-Louis Ernest Meissonier (2) • Jean-François Millet (2) • Oscar Claude Monet (6) • Gustave Moreau (2) • Berthe Morisot (1) • Camille Pissarro (2) • Pierre Puvis de Chavannes (1) • François-Auguste Ravier (4) • Henri Regnault (1) • Pierre-Auguste Renoir (4) • Augustin Théodule Ribot (2) • Philippe Rousseau (1) • Théodore Rousseau (1) • Alfred Sisley (1) • Octave Tassaert (1) • James Tissot (1) • Constant Troyon (1)